# 妙高寺 (世田谷区)
妙高寺（みょうこうじ）は、東京都世田谷区北烏山にある寺院である。日蓮宗に属し、本山は身延山久遠寺、山号を「玄立山」という。旧地は浅草橋場（現在は東京都台東区橋場の一部）で、関東大震災後の1926年（昭和2年）に烏山の現在地に移転した。妙高寺は「烏山寺町」を構成する26の寺院の1つで、書院は旧有栖川宮邸の書斎を移築したものである。

## 歴史
京王線の千歳烏山駅から甲州街道を過ぎて寺院通り（烏山寺町のメインストリートにあたる）のある北方向に歩くと、約15分で烏山寺町に入る。最初に出会う寺院が妙高寺で、「寺院通一番」バス停のそばにある。烏山寺町の中ではこの寺院のみが、千歳烏山駅から見て中央自動車道の手前に位置している。
日蓮宗に属し、本山は身延山久遠寺、山号を「玄立山」という。妙高寺については、関東大震災を含む数回の火災によって記録を焼失した上に、歴代の住職も転住が多いとのことで詳細は不明な点がある。創建は1625年（寛永2年）4月にさかのぼり、首玄院日立が浅草今戸に開山したと伝わる。『御府内備考続編』という資料には、「安房国長挟郡小湊誕生寺末 浅草橋場町 原立山妙高寺 境内千百二十九坪、内三百六拾坪御除地、七百六拾坪年貢地、外七百八十坪持添年貢地（中略）塔中 通玄院 当時廃寺（後略）」と記述されていた。1771年（明和8年）に火災による類焼被害を受け、1809年（文化6年）に再興したという。
中興開山は徳川幕府第11代将軍徳川家斉の時代で、第7世住職日真の頃である。天保の改革を推進したことで知られる老中水野忠邦が帰依し、その嫡子である水野忠精が4000坪の地所と七堂伽藍を寄進して、以後妙高寺は水野家の江戸における祈願所の役割を担うことになった。
その後1922年（大正11年）5月に失火による火災を起こし、翌1923年（大正12年）9月1日には関東大震災に遭遇して寺宝などを焼失した。震災当時の住職は第27世吉田勝碩で、震災後の1927年（昭和2年）に烏山の現在地に移転し、本堂を建立している。次の第28世住職吉橋海要は、庫裏の建設と書院の移築を行った。この書院は、旧有栖川宮邸の書斎を移築したものである。妙高寺は世田谷区教育委員会が1978年（昭和53年）4月1日から1981年（昭和56年）3月31日にかけて実施した「世田谷区社寺調査」の対象となっている。

## 境内と文化財

### 建造物と墓地
伽藍
「歴史」の項で既に述べたとおり、本堂は1927年（昭和2年）の移転後、第27世住職吉田勝碩によって建築されたものである。本堂は東北の方向に向かって立ち、建築当時は本堂及びその向かって左側に住職の住まいが建っていた。本堂と庫裏及び書院は渡り廊下で棟続きになっている。2010年（平成22年）2月、耐震改修工事を実施し、ハイブリッドチタン葺きの屋根を持つ建築物となった。
庫裏の建設と書院の移築は第28世住職吉橋海要によるもので、書院はかつて旧有栖川宮邸の書斎として使われていた建物であった。吉橋は布教師として名高い人物で、その縁からこの書斎を譲り受けて妙高寺の書院として移築したものと推定されている。
書院は桁行72尺、梁行26尺の入母屋造、瓦葺の建物である。10畳ほどの部屋が3室直線に配され、畳敷きの広縁がその周囲を廻っている。建築年代は不明とされるが、昭和期以前のものと考えられている。当初の所在地は、有栖川宮記念公園と推定されている。この建物は、世田谷区教育委員会によって「世田谷区社寺調査」の対象となった。
墓地
妙高寺には水野家の帰依を受けた縁によって、水野忠精やその子忠弘を始めとした水野家代々の墓がある。ただし、忠邦は国元の山形に葬られているという。
墓地の入り口付近には、江戸時代中期の尊王論者として知られる藤井右門が葬られている。1766年（明和3年）、藤井は謀反人として捕えられ翌1767年（明和4年）に獄門に処せられた（明和事件）。
その他に日本画家の速水御舟、今村紫紅、小村雪岱、漆工家・蒔絵師の川之邊一朝なども妙高寺に葬られている。

### 彫刻と書画
彫刻
「世田谷区社寺調査」では、釈迦如来坐像、多宝如来坐像、日蓮上人坐像、訶梨帝母立像の調査結果を公表している。
釈迦如来坐像と多宝如来坐像は本堂の脇壇に安置されている像で、いずれも江戸時代の作、一木造である。釈迦如来坐像の敷茄子上面と下面には、「ちどり」、「豊じ」、「みきの」、「ふじ」などの人名が墨書されている。これらの人名は妙高寺が浅草にあったときに、像の造立のために寄進した人々と推定されている。
日蓮上人坐像は檀家から1974年（昭和49年）頃に寄進されたもので、寄木造である。台座裏に墨書で「弘化三午年 九十五才幸七作」との記入が見られ、1846年（弘化3年）の作であることが解る。訶梨帝母立像は一木造で、鬼神形で造像されている。この像は岩座底部に残る墨書より、1864年（元治元年）の作と判明している。　
書画
1943年（昭和18年）5月28日、妙高寺は来賓として当時の東京市長、岸本綾夫と世田谷区長の河野光星を迎えて藤井右門の墓前祭を執り行った。このときの住職吉橋海要は優れた書家でもあり、祭壇に飾るため藤井の辞世和歌を揮毫した。藤井の辞世は「越し方の思ひやられていとゝなほ昔をしのぶ夜半のふけゆく」というものである。この書「草書『藤井右門辞世和歌』」（縦126センチメートル、横29.5センチメートル、紙本墨書）は、2010年（平成22年）の世田谷区立郷土資料館特別展「烏山寺町」（10月30日 - 11月28日開催）に速水御舟作の「白椿図」などとともに出品された。
妙高寺はその他に、佐藤一斎、佐久間象山、山縣有朋などによる書や扁額なども蔵している。これらの書などの一部も、世田谷区立郷土資料館特別展「烏山寺町」に出品された。

## 交通アクセス
所在地
- 東京都世田谷区北烏山6丁目23番1号

交通
- 京王線千歳烏山駅バス停留所から関東バス「久我山病院」行き乗車、「寺院通1番」（妙高寺前）バス停留所下車。または千歳烏山駅から徒歩約13分[23]。